# ×Agroelymus ungavensis
Agroelymus ungavensis là một loài thực vật có hoa trong họ Hòa thảo. Loài này được (Louis-Marie) Lepage mô tả khoa học đầu tiên năm 1952.